# Marianne Rasmussen
Marianne Rasmussen (* 21. März 1972) ist eine ehemalige dänische Badmintonspielerin. 

## Karriere
Marianne Rasmussen gewann bis 1990 in Dänemark vier Nachwuchstitel, bevor sie 1991 erstmals international bei den Erwachsenen siegte. Neben diesem Sieg bei den Norwegian International wurde sie im gleichen Jahr auch Zweite bei den Austrian International. 1992 gewann sie die Polish International und die Dutch Open.

## Sportliche Erfolge
| Saison    | Veranstaltung                                    | Disziplin   | Platz | Name                                                  |
| --------- | ------------------------------------------------ | ----------- | ----- | ----------------------------------------------------- |
| 1985/1986 | Dänemark: Einzelmeisterschaften der Junioren U15 | Mixed       | 1     | Søren Bach, Resen / Marianne Rasmussen, Hjørring      |
| 1985/1986 | Dänemark: Einzelmeisterschaften der Junioren U15 | Dameneinzel | 1     | Marianne Rasmussen, Hjørring                          |
| 1985/1986 | Dänemark: Einzelmeisterschaften der Junioren U15 | Damendoppel | 1     | Marianne Rasmussen / Rikke Broen, Hjørring            |
| 1989/1990 | Dänemark: Einzelmeisterschaften der Junioren U19 | Damendoppel | 1     | Marianne Rasmussen, abc Aalborg / Tina Lindhardt, KMB |
| 1991      | Norwegian International                          | Damendoppel | 1     | Rikke Broen / Marianne Rasmussen                      |
| 1991      | Austrian International                           | Damendoppel | 2     | Rikke Broen / Marianne Rasmussen                      |
| 1992      | Polish International                             | Mixed       | 1     | Christian Jakobsen / Marianne Rasmussen               |
| 1992      | Uppsala International                            | Mixed       | 1     | Christian Jakobsen / Marianne Rasmussen               |
| 1992      | Uppsala International                            | Damendoppel | 1     | Anne Mette Bille / Marianne Rasmussen                 |
| 1992      | Dutch Open                                       | Damendoppel | 1     | Anne Mette Bille / Marianne Rasmussen                 |